# Larisa Turchinskaya
Larissa Tourtchinskaïa, née Nikitina le 29 avril 1965 à Kostroma, est une ancienne athlète d'URSS, pratiquant l'heptathlon.

## Biographie
Pour sa première participation à une grande compétition internationale, elle obtient une médaille d'argent aux Championnats du monde 1987 à Rome derrière l'américaine Jackie Joyner-Kersee.
L'année suivante, elle échoue uniquement à une 5e place lors des championnats d'Union Soviétique, ce qui la prive des Jeux olympiques de Séoul.
L'année suivante, elle établit son record personnel lors des championnats d'Union Soviétique. Ces 7 007 points constituaient le record d'Europe jusqu'aux mondiaux 2007 d'Osaka où la suédoise Carolina Klüft a établi un nouveau record avec 7032 points pour obtenir le titre mondial.
En 1990, elle termine tout d'abord 2e aux Goodwill Games qui se déroulent à Seattle. Puis elle est disqualifiée, ayant été contrôlée positive aux amphetamines. Elle sera ainsi suspendue deux ans pour dopage.
Revenue à la compétition, elle participe aux mondiaux 1993 de Stuttgart, mais elle abandonne après 6 épreuves. Puis lors de la saison estivale, elle échoue à 11 points de la médaille de bronze.
Lors de l'hiver suivant, elle devient championne d'Europe en salle à Paris.

## Palmarès

### Championnats du monde d'athlétisme
- Championnats du monde 1987 à Rome,  Italie
  -  Médaille d'argent

### Championnats d'Europe d'athlétisme
- Championnats d'Europe 1994 à Helsinki,  Finlande
  - 4e

### Championnats d'Europe d'athlétisme en salle
- Championnats d'Europe 1994 à Paris,  France
  -  Médaille d'or

### Autres
- Médaille d'argent aux Goodwill Games de Saint-Pétersbourg,  Russie